# Thourotte
Thourotte est une commune française située dans le département de l'Oise, en région Hauts-de-France.
Ses habitants et habitantes  sont appelés les Thourottois et Thourottoises

## Géographie
Thourotte se trouve dans le département de l'Oise, au nord-est, entre Noyon et Compiègne, dans le canton éponyme. Les communes qui lui sont voisines sont Machemont, Cambronne-lès-Ribécourt, Montmacq, Le Plessis-Brion, Longueil-Annel et Mélicocq.
Thourotte est baignée par l'Oise, son canal latéral et le Matz. Un ru traverse le Parc des Effaloises situé au sud de la ville.
| Mélicocq       | Machemont | Cambronne-lès-Ribécourt |
|                | Thourotte | Montmacq                |
| Longueil-Annel |           | Le Plessis-Brion        |

### Hydrographie

#### Réseau hydrographique
La commune est située dans le bassin Seine-Normandie. Elle est drainée par le canal latéral à l'Oise, l'Oise, le Matz et le fossé du Martelois,,.
Le canal latéral à l'Oise est un canal de gabarit Freycinet qui dessert l'Est de la Picardie. D'une longueur de 35 km, il connecte le canal de Saint-Quentin (depuis Chauny) à l'Oise canalisée à hauteur de Janville, après avoir traversé 22 communes.
L'Oise prend sa source en Belgique, à 309 mètres d'altitude, dans l'ancienne commune de Forges et se jette dans la Seine à 20 mètres d'altitude, au Pointil en rive droite et en aval du centre de Conflans-Sainte-Honorine dans le département des Yvelines. D'une longueur 341 kilomètres, elle est presque entièrement navigable et bordée de canaux sur 104 kilomètres.
Le Matz, d'une longueur de 25 km, prend sa source dans la commune de Canny-sur-Matz et se jette dans l'Oise à Montmacq, après avoir traversé 17 communes.

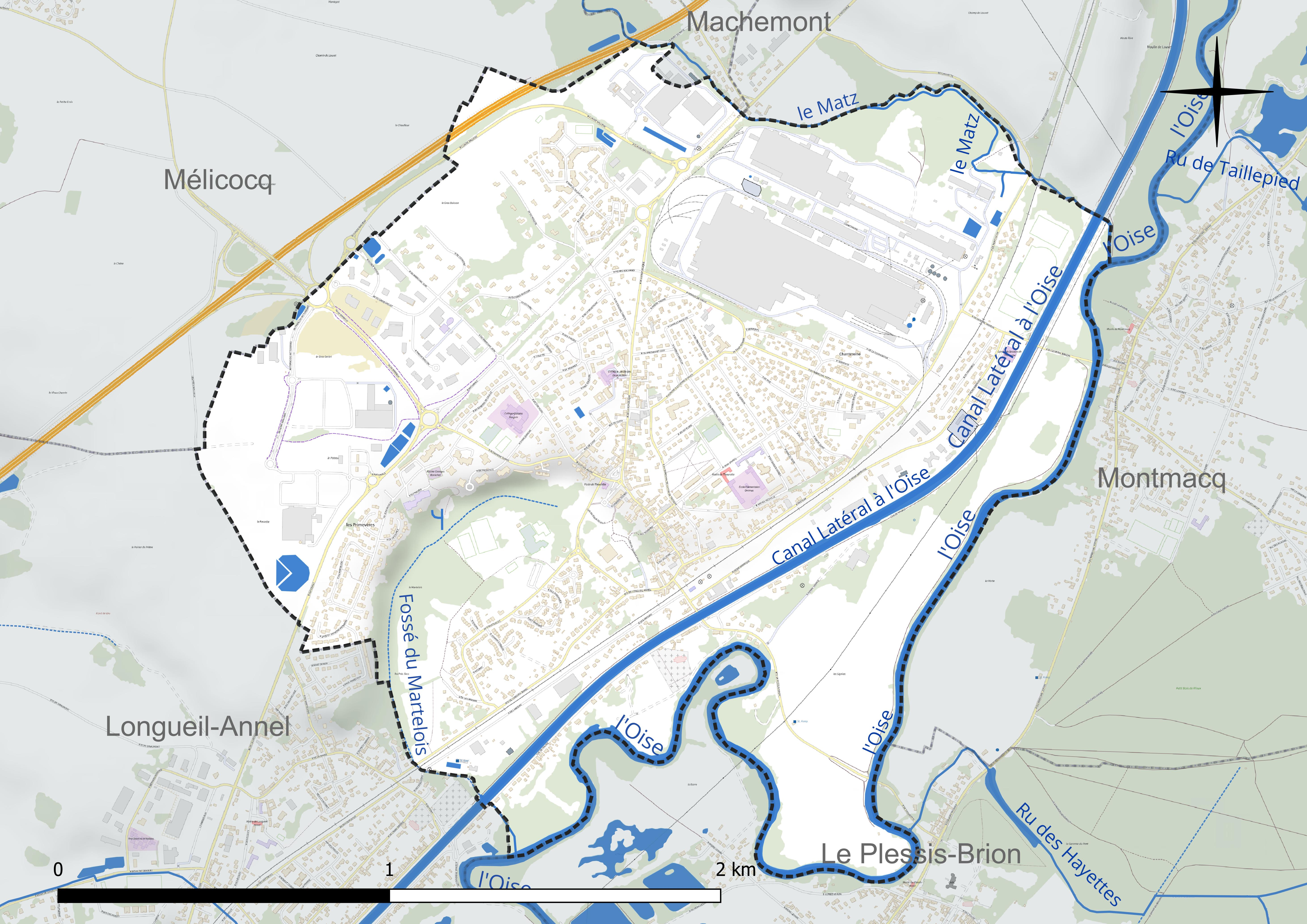
Réseau hydrographique de Thourotte.

#### Gestion et qualité des eaux
Le territoire communal est couvert par le schéma d'aménagement et de gestion des eaux (SAGE) « Sensée ». Ce document de planification concerne un territoire de 1 013 km2 de superficie, délimité par le bassin versant de l'Oise moyenne. Le périmètre a été arrêté le 24 avril 2017 et le SAGE est, en 2024, encore en élaboration. La structure porteuse de l'élaboration et de la mise en œuvre est le syndicat mixte du SAGE Oise-Moyenne (SMOM).
La qualité des cours d'eau peut être consultée sur un site dédié géré par les agences de l'eau et l'Agence française pour la biodiversité.

### Climat
Pour des articles plus généraux, voir Climat des Hauts-de-France et Climat de l'Oise.
En 2010, le climat de la commune est de type climat océanique dégradé des plaines du Centre et du Nord, selon une étude du CNRS s'appuyant sur une série de données couvrant la période 1971-2000. En 2020, Météo-France publie une typologie des climats de la France métropolitaine dans laquelle la commune est dans une zone de transition entre le climat océanique et le climat océanique altéré et est dans la région climatique Nord-est du bassin Parisien, caractérisée par un ensoleillement médiocre, une pluviométrie moyenne régulièrement répartie au cours de l'année et un hiver froid (3 °C).
Pour la période 1971-2000, la température annuelle moyenne est de 10,7 °C, avec une amplitude thermique annuelle de 15 °C. Le cumul annuel moyen de précipitations est de 673 mm, avec 11 jours de précipitations en janvier et 8,2 jours en juillet. Pour la période 1991-2020, la température moyenne annuelle observée sur la station météorologique la plus proche, située sur la commune de Margny-lès-Compiègne à 7 km à vol d'oiseau, est de 11,2 °C et le cumul annuel moyen de précipitations est de 633,5 mm,. Pour l'avenir, les paramètres climatiques de la commune estimés pour 2050 selon différents scénarios d'émission de gaz à effet de serre sont consultables sur un site dédié publié par Météo-France en novembre 2022.

## Urbanisme

### Typologie
Au 1er janvier 2024, Thourotte est catégorisée ceinture urbaine, selon la nouvelle grille communale de densité à sept niveaux définie par l'Insee en 2022.
Elle appartient à l'unité urbaine de Compiègne, une agglomération intra-départementale regroupant quatorze communes, dont elle est une commune de la banlieue,,. Par ailleurs la commune fait partie de l'aire d'attraction de Compiègne, dont elle est une commune de la couronne,. Cette aire, qui regroupe 101 communes, est catégorisée dans les aires de 50 000 à moins de 200 000 habitants,.

### Occupation des sols
L'occupation des sols de la commune, telle qu'elle ressort de la base de données européenne d'occupation biophysique des sols Corine Land Cover (CLC), est marquée par l'importance des territoires artificialisés (71,1 % en 2018), en augmentation par rapport à 1990 (61,7 %). La répartition détaillée en 2018 est la suivante :
zones urbanisées (56 %), terres arables (18,4 %), zones industrielles ou commerciales et réseaux de communication (15 %), zones agricoles hétérogènes (6,8 %), prairies (2,3 %), forêts (1,4 %). L'évolution de l'occupation des sols de la commune et de ses infrastructures peut être observée sur les différentes représentations cartographiques du territoire : la carte de Cassini (XVIIIe siècle), la carte d'état-major (1820-1866) et les cartes ou photos aériennes de l'IGN pour la période actuelle (1950 à aujourd'hui).

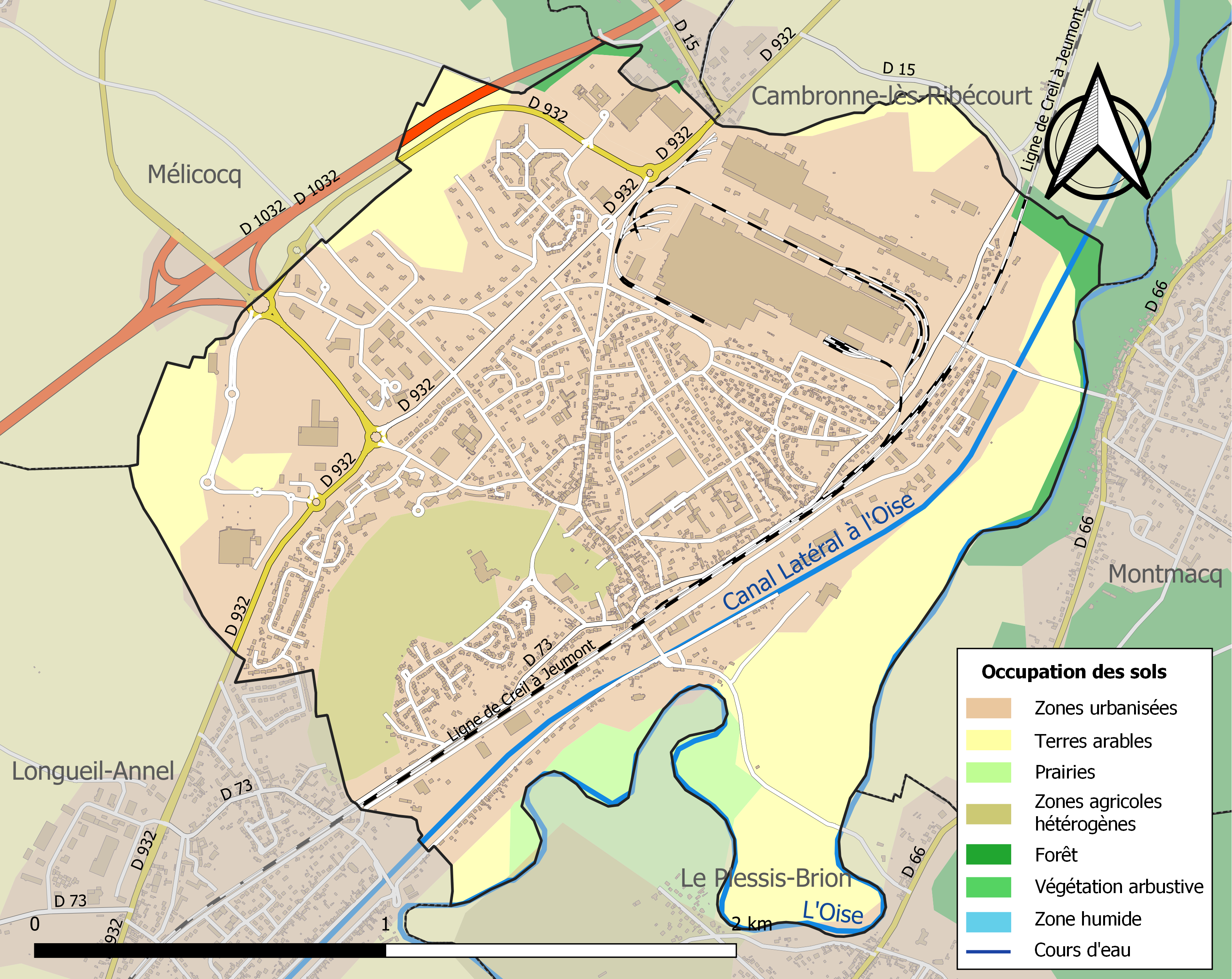
Carte des infrastructures et de l'occupation des sols de la commune en 2018 (CLC).

### Voies de communication et transports
La gare de Thourotte est desservie par des trains TER Hauts-de-France de la ligne P14 effectuant des missions entre les gares de Compiègne et de Saint-Quentin.
La commune est desservie, en 2023, par les lignes 667, 668, 6306, 6312, 6321 et 6334 du réseau interurbain de l'Oise.

## Toponymie
Le nom de la localité est attesté sous les formes Torotense castrum (vers 942) ; Torota (1072) ; Waszo de torota (XIe siècle) ; Torote (1108) ; Rogeri de torota (1120) ; prope castrum quod dicitur Torota (vers 1130) ; Rogero de Torota (1139) ; de Thorota (1140) ; Thorotâ (1140) ; de Torotha (1150) ; Gervasius de Turota (1152) ; Guido de Toreta (1174) ; Gaszoni de Torote (1176) ; Gasco de Torota (1184) ; Torotum (1193) ; Gacho de torota (1193) ; Torota castrum (XIIe) ; in ponte de Thorote (1201) ; Thorote (1202) ; Gace de Torote (1208) ; Thorothe (1210) ; Therote (1210) ; Willelmus de Thorota (1223) ; Galcherus de Thorota (1225) ; Torta (1248) ; sires de Torete (vers 1250) ; Jehan de Torote (1252) ; Jehan de Thorette (1252) ; Terota (1261) ; Touroste (1281) ; de Torota (1292) ; Therouta (1308) ; Toureite (1314) ; Thorote en Picardie (1386) ; Thorotte (1526) ; Therote (vers 1530) ; Thourote (1551) ; Tourotte (1551) ; Robert de la torote (XVIe) ; Thourotte (1840).
Torota castrum, « petite tour du château », de l'oïl tour et le suffixe diminutif -otte : « petite résidence seigneuriale ».

## Histoire

### De la préhistoire au Moyen Âge
Thourotte est un site néolithique occupé à l'âge du bronze. Son nom vient de l'implantation à l'époque romaine d'un camp militaire : « torota castrum », petite tour du camp.
C'est le chef-lieu de la châtellenie de Thourotte qui fait partie du comté de Clermont, qui fut cédée au domaine royal en 1186, passée à la fin du XIIe siècle aux Clermont-Nesle, au XVIe siècle aux Montmorency et réunie au duché de Monchy-Humières en 1690. Jean de Thourotte y fonde un chapitre de chanoines à la nomination du doyen de Saint-Gervais-de-Soissons.

### Première Guerre mondiale
Occupée en 1914 par l'aile droite de l'offensive allemande, Thourotte restera en limite de front après la première bataille de la Marne. Des canons sur voies ferrées ont été dissimulés dans la boucle asséchée de l'Oise (quartier du Martelois).
Des tranchées d'arrière-ligne y seront creusées lorsque les Allemands parviendront jusqu'au Matz en 1918.

### Seconde Guerre mondiale
Malgré la présence d'une verrerie, Thourotte subit peu de bombardements (l'usine est visée le 11 juin 1944). La Résistance avait saboté les outils de production et l'avait fait savoir aux Alliés.
Le quartier de la gare est rasé pour détruire un train et l'explosion d'un train de munitions entier vers Ribécourt occasionne d'importants dommages collatéraux.
La ville a été libérée le 1er septembre 1944, par la 1re armée américaine de Courtney Hodges qui remontait la route nationale de Compiègne vers Noyon.

### Industrialisation
La physionomie du village change brusquement par la construction en 1919 des verreries de Saint-Gobain, financée par le remboursement des dommages de guerre de la Première Guerre mondiale. Les sites de Chauny et de Saint-Gobain avaient été entièrement détruits pendant la guerre.
L'usine prend le nom d'un lieu-dit, Chantereine (la chantereine est une variété de grenouille), au nord du village, alors occupé par une ferme et un moulin.
Deux villages apparaissent alors, celui d'origine centré sur la place de la poste, la rue de la République et l'église, et un second à proximité de l'usine avec ses logements (cités d'ouvriers, employés et cadres), sa chapelle, son école, sa coopérative et son cinéma. Les champs entre les deux sont traversés par un chemin de terre tracé par les allées et venues des employés de l'usine vivant au village. Ce chemin deviendra la rue Jean-Jaurès. Le groupe scolaire, la mairie actuelle, le stade et la salle des sports seront bâtis dans cet « entre-villages » pour former la ville actuelle.

## Politique et administration

### Rattachements administratifs et électoraux
Rattachements administratifs
La commune se trouve dans l'arrondissement de Compiègne du département de l'Oise.
Elle faisait partie depuis 1801 du canton de Ribécourt-Dreslincourt. Dans le cadre du redécoupage cantonal de 2014 en France, cette circonscription administrative territoriale a disparu, et le canton n'est plus qu'une circonscription électorale.
Rattachements électoraux
Pour les élections départementales, la commune est  depuis 2014 le bureau centralisateur du canton de Thourotte.
Pour l'élection des députés, elle fait partie de la sixième circonscription de l'Oise.

### Intercommunalité
Thourotte est membre fondateur de la communauté de communes des Deux Vallées, un établissement public de coopération intercommunale (EPCI) à fiscalité propre créé en 1996 et auquel la commune a transféré un certain nombre de ses compétences, dans les conditions déterminées par le code général des collectivités territoriales.

### Tendances politiques et résultats
Une seule liste est candidate lors des élections municipales de 2020 dans l'Oise, celle menée par le député-maire sortant PCF Patrice Carvalho, qui est donc élue en totalité (27 conseillers municipaux élus dont 8 communautaires) lors du premier tour. L'abstention était de 44,64 %.
Lors du premier tour des élections municipales de 2020 dans l'Oise, au terme d'une campagne électorale animée, la liste menée par le maire sortant PCF Patrice Carvalho obtient la majorité absolue des suffrages exprimés, avec 1 123 suffrages exprimés (74,07 %, 24 conseillers municipaux élus dont 6 communautaires), devançant largement la liste DVD menée par Émile Dubrenat (LR, 393 voix, 25,92 %, 3 conseillers municipaux élus dont 1 communautaire. La compagne électorale est perturbée par la pandémie de Covid-19 en France et l'abstention s'est élevée à 52,74 %.

### Jumelages
- Alter Do Chão (Portugal).
- Rimbach (Allemagne).

## Population et société

### Démographie

#### Évolution démographique
L'évolution du nombre d'habitants est connue à travers les recensements de la population effectués dans la commune depuis 1793. Pour les communes de moins de 10 000 habitants, une enquête de recensement portant sur toute la population est réalisée tous les cinq ans, les populations de référence des années intermédiaires étant quant à elles estimées par interpolation ou extrapolation. Pour la commune, le premier recensement exhaustif entrant dans le cadre du nouveau dispositif a été réalisé en 2007.

En 2022, la commune comptait 4 460 habitants, en évolution de −2,43 % par rapport à 2016 (Oise : +0,87 %, France hors Mayotte : +2,11 %).
| 1793 | 1800 | 1806 | 1821 | 1831 | 1836 | 1841 | 1846 | 1851 |
| ---- | ---- | ---- | ---- | ---- | ---- | ---- | ---- | ---- |
| 270  | 284  | 315  | 296  | 332  | 324  | 346  | 375  | 400  |

| 1856 | 1861 | 1866 | 1872 | 1876 | 1881 | 1886 | 1891 | 1896 |
| ---- | ---- | ---- | ---- | ---- | ---- | ---- | ---- | ---- |
| 397  | 376  | 399  | 420  | 573  | 471  | 456  | 457  | 478  |

| 1901 | 1906 | 1911 | 1921  | 1926  | 1931  | 1936  | 1946  | 1954  |
| ---- | ---- | ---- | ----- | ----- | ----- | ----- | ----- | ----- |
| 480  | 524  | 553  | 1 023 | 2 009 | 2 130 | 2 112 | 2 466 | 2 626 |

| 1962  | 1968  | 1975  | 1982  | 1990  | 1999  | 2006  | 2007  | 2012  |
| ----- | ----- | ----- | ----- | ----- | ----- | ----- | ----- | ----- |
| 3 151 | 3 155 | 3 500 | 4 922 | 5 256 | 5 239 | 4 857 | 4 798 | 4 645 |

| 2017  | 2022  | - | - | - | - | - | - | - |
| ----- | ----- | - | - | - | - | - | - | - |
| 4 558 | 4 460 | - | - | - | - | - | - | - |

#### Pyramide des âges
En 2018, le taux de personnes d'un âge inférieur à 30 ans s'élève à 32,6 %, soit en dessous de la moyenne départementale (37,3 %). À l'inverse, le taux de personnes d'âge supérieur à 60 ans est de 30,7 % la même année, alors qu'il est de 22,8 % au niveau départemental.
En 2018, la commune comptait 2 143 hommes pour 2 388 femmes, soit un taux de 52,7 % de femmes, légèrement supérieur au taux départemental (51,11 %).
Les pyramides des âges de la commune et du département s'établissent comme suit.
| Hommes | Classe d’âge | Femmes |
| ------ | ------------ | ------ |
| 0,8    | 90 ou +      | 2,8    |
| 6,8    | 75-89 ans    | 11,0   |
| 19,4   | 60-74 ans    | 20,1   |
| 20,9   | 45-59 ans    | 19,5   |
| 17,0   | 30-44 ans    | 16,2   |
| 16,8   | 15-29 ans    | 14,4   |
| 18,3   | 0-14 ans     | 16,0   |

| Hommes | Classe d’âge | Femmes |
| ------ | ------------ | ------ |
| 0,5    | 90 ou +      | 1,4    |
| 5,5    | 75-89 ans    | 7,6    |
| 15,6   | 60-74 ans    | 16,3   |
| 20,8   | 45-59 ans    | 20     |
| 19,4   | 30-44 ans    | 19,4   |
| 17,6   | 15-29 ans    | 16,2   |
| 20,6   | 0-14 ans     | 19,1   |

## Économie
La ville de Thourotte dispose d'une activité économique florissante avec des usines comme Saint-Gobain et Sun chemical mais aussi d'une Zone d'aménagement concerté (ZAC) avec des commerces comme Brico Dépôt qui s'installe en 2009 ou Super U en 2014.
Rang national (population) : 1724e

Taux de chômage (1999) : 13,9 %

Revenu moyen par ménage (2004) : 14 449 € / an

## Culture locale et patrimoine

### Lieux et monuments
- Église du XIIe siècle.
- Ville fleurie, à  trois fleurs attribuées en 2013 par le Conseil des Villes et Villages Fleuris de France au Concours des villes et villages fleuris[40].

### Personnalités liées à la commune
- Angus Maddison, économiste et historien britannique.

### Héraldique
| Blason de Thourotte | Blason  | D'or à un lion de sable, lampassé de gueules.    |
| Blason de Thourotte | Détails | Le statut officiel du blason reste à déterminer. |